# Сигизмунд I
Сигизму́нд I Ста́рый (пол. Zygmunt I Stary; бел. Жыгімонт I Стары, 1 января 1467, Краков, Польша — 1 апреля 1548, там же) — великий князь литовский с 20 октября 1506 (провозглашение избрания 8 декабря 1506) и король польский с 8 декабря 1506 года, пятый сын Казимира IV Ягеллончика и Елизаветы Габсбург, внук Ягайлы.

## Ранние годы
Сигизмунд родился в 1467 году и до вступления на престол носил титул князя Оппельн и Глогау, владея в Силезии землями Глоговской (с 1498 года) и Опавской (с 1500 года), где приобрёл репутацию умного и распорядительного правителя. Прозвище Старый получил из-за того, что великим князем литовским и королём польским стал в весьма зрелом возрасте после того, как на польском троне сменились два его старших брата.
Вызванный умиравшим Александром в Вильну, Сигизмунд тотчас же после его похорон был избран великим князем литовским 20 октября 1506 года, а затем на петроковском сейме 8 декабря 1506 королём польским. Коронован в Кракове 24 января 1507 года.

## Жены и дети
Сигизмунд был женат дважды.
С 18 февраля 1512 года был женат на Барбаре (Варваре) Запольяи (дочери венгерского князя Стефана (Иштвана) Запольяи; 1495—1515). От этого брака было две дочери:
- Анна (1515—1520)
- Ядвига (1513—1573), с 1535 года вторая жена Иоахима II Гектора, курфюрста Бранденбургского (1505—1571).

После смерти жены с 18 апреля 1518 года был женат на Боне Сфорце, дочери миланского герцога Джана Галеаццо Сфорцы. От этого брака родились два сына:
- Сигизмунд Август, великий князь литовский и король польский;
- Войцех-Альбрехт;

и четыре дочери:
- Изабелла Ягеллонка (1519—1559), жена Яноша Запольяи (1487—1540), короля Венгрии (1527—1540), князя Трансильвании[1];
- София (1522—1575), жена Генриха V Младшего, герцога Брауншвейг-Вольфенбюттельского (1489—1568);
- Анна Ягеллонка (1523—1596), королева польская, жена князя Семиградья Стефана Батория, короля польского (1576—1586)[2].
- Екатерина Ягеллонка (1526—1583), с 1562 первая жена Юхана III Васы, короля Швеции, герцога Финляндии;

Кроме того, у него были внебрачные дети от Екатерины Охстат-Тельничанки:
- Ян Охстат (Тельнич) (1499—1538).
- Регина Шафранец[пол.] (1500/1501—1526).
- Катажина (графиня Монфор)[пол.] (1503—1548).
- Беата Косцелецкая (1515—1575), первый муж Илья Константинович князь Острожский, второй муж Альбрехт Лаский, воевода серадзский.Лукас Кранах Младший. Семья Сигизмунда I. Сверху вниз, слева направо: Сигизмунд I Старый, Бона Сфорца, Сигизмунд II Август, Елизавета Австрийская, Барбара Радзивилл, Екатерина Австрийская, Изабелла Ягеллонка, Катерина Ягеллонка, София Ягеллонка, Анна Ягеллонка. Около 1565 г. Музей Чарторыйских, Краков.

Лукас Кранах Младший. Семья Сигизмунда I. Сверху вниз, слева направо: Сигизмунд I Старый, Бона Сфорца, Сигизмунд II Август, Елизавета Австрийская, Барбара Радзивилл, Екатерина Австрийская, Изабелла Ягеллонка, Катерина Ягеллонка, София Ягеллонка, Анна Ягеллонка. Около 1565 г. Музей Чарторыйских, Краков.

## Образ правления

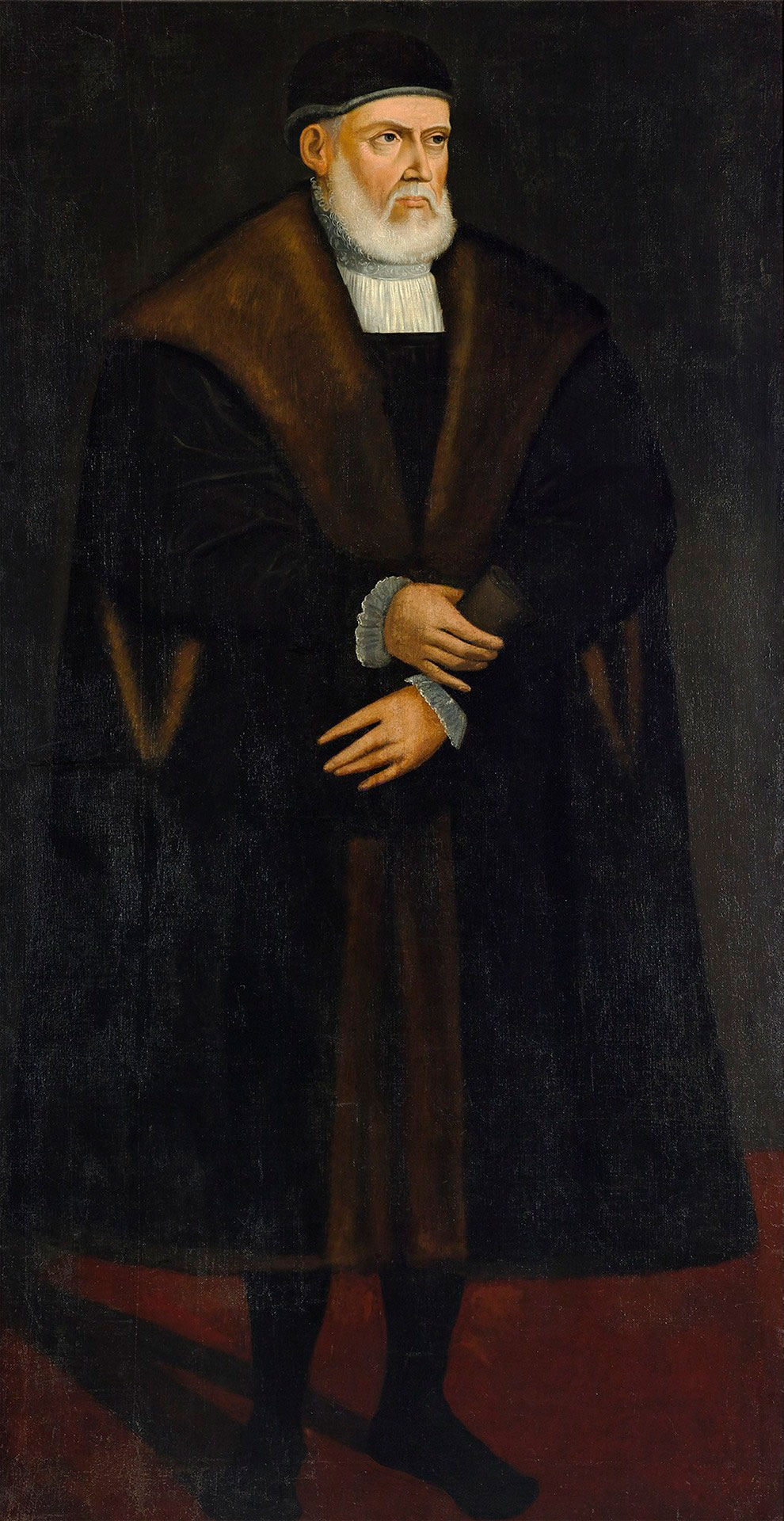
Портрет Сигизмунда I в преклонном возрасте, 1557 г.

Обеспечив на некоторое время спокойствие государства обещанием ежегодной дани крымскому хану Менгли I Гераю и отправкой посольства к валашскому воеводе Богдану, Сигизмунд приступил к упорядочению внутренних дел страны. Он выкупил коронные имущества, заложенные его предшественниками, удовлетворил войско жалованьем, образовал запасный капитал на разные общественные надобности. В 1512 году изданы были новые правила военной обороны государства: Польша (без Литвы) разделена была на пять округов, из которых каждый поочерёдно, в течение пятилетия, нёс военную службу на восточной границе государства; каждый воин должен был содержать себя на собственные средства; отказывавшиеся от службы должны были вносить известный налог; всякое уклонение наказывалось конфискацией имущества.
Другая, не менее важная военно-финансовая реформа проведена была Сигизмундом на сейме 1527 года: решено было произвести через особые комиссии оценку доходов с земель; сборщикам податей назначено жалованье, чтобы положить предел вымогательствам и казнокрадству; в каждом повете уполномоченный должен был выбирать из среды шляхты годных для военной службы, вести их в указанное место, следить за дисциплиной и выплачивать жалованье. Обе реформы не привились вследствие противодействия высших классов и духовенства. Усиление шляхты выразилось в целом ряде сеймовых постановлений, урезывавших права мещан и селян; в этом отношении особенно важны постановления сеймов 1520 и 1521 года, в силу которых всякий холоп независимо от ранее данных привилегий обязан был один день в неделю отработать на панской земле.
Для периода правления Сигизмунда I были характерны восстания представителей низших сословий. В Королевстве Польском под лозунгом Реформации подняли бунт городские низы города Гданьска (1526). В Великом княжестве Литовском вспыхнули крестьянские восстания, проходившие в 1536—1537 годах и 1545 году. Все эти выступления были подавлены властями.
В 1529 году провозглашен статут Великого княжества Литовского.

## Внешняя политика

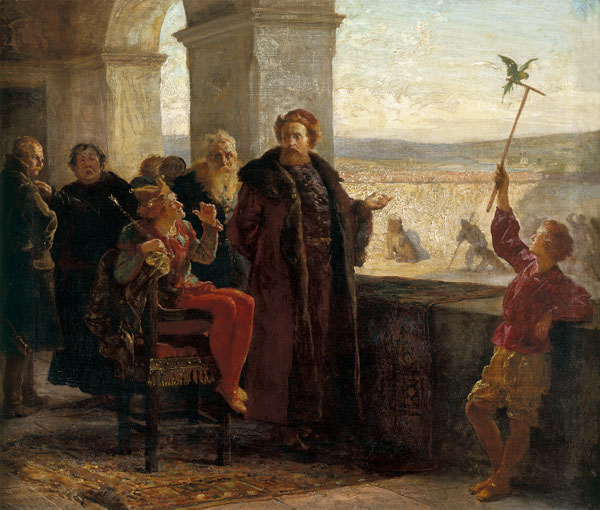
Войцех Герсон. «Сигизмунд Старый и Станчик» (1895)

Внешняя политика Сигизмунда привела к упадку веса Великого княжества Литовского и Польши в Европе. В период его правления произошло несколько русско-литовских войн. Русско-литовская война (1507—1508) закончилась присоединением к ВКЛ Любеча. Война с Русским государством, тянувшаяся с переменным успехом и с частыми перерывами с 1512 по 1522 годы, закончилась для ВКЛ утратой Смоленска; после следующей войны (1534—1537) отошли к Москве Себеж и Заволочье, но ВКЛ вернуло себе Гомель. Крымские татары, невзирая на обещание дани, не переставали производить опустошительные набеги на южные области Польши. На Венском съезде (1515) Сигизмунд вступил в союз с императором Максимилианом I, который обязался склонить к миру с Польшей Василия III и заставить магистра ордена крестоносцев, Альбрехта Бранденбург-Ансбахского, принести Сигизмунду ленную присягу. Ни то, ни другое обещание не было исполнено; тогда Сигизмунд начал (1520) войну с орденом, шедшую успешно. Он не сумел, однако, воспользоваться победой и заключил с Альбрехтом мир, удовольствовавшись принесением со стороны последнего присяги (1525); при этом Сигизмунд дал согласие на преобразование ордена в светское герцогство, чем затруднялось для Польши владычество над побережьем Балтийского моря. В то же время, связанный союзом с Габсбургами, Сигизмунд оставил без протеста присвоение Фердинандом I венгерского и чешского престолов после смерти Лайоша II (1526). Однако уже за два года до этого Сигизмунд начал делать попытки противостояния Габсбургам. С этой целью он в 1524 году вступил в союз с Францией.
Вместе с тем, в 1529 году состоялось окончательное присоединение Мазовии к Королевству Польскому. Ещё одним достижением была победа над молдавским правителем Петром Рарешом в противостоянии за Покутье (1531).
В следующие годы Сигизмунд I продолжал противодействовать Габсбургам. Для этого он заключил союз с Османской империей в 1533 году. Впрочем, в дальнейшем Сигизмунд изменил свои планы в этом отношении, решив сблизиться с Габсбургами. Это проявилось в том, что в 1543 году он организовал брак своего сына Сигизмунда Августа и Елизаветы Габсбург.

## Конец царствования

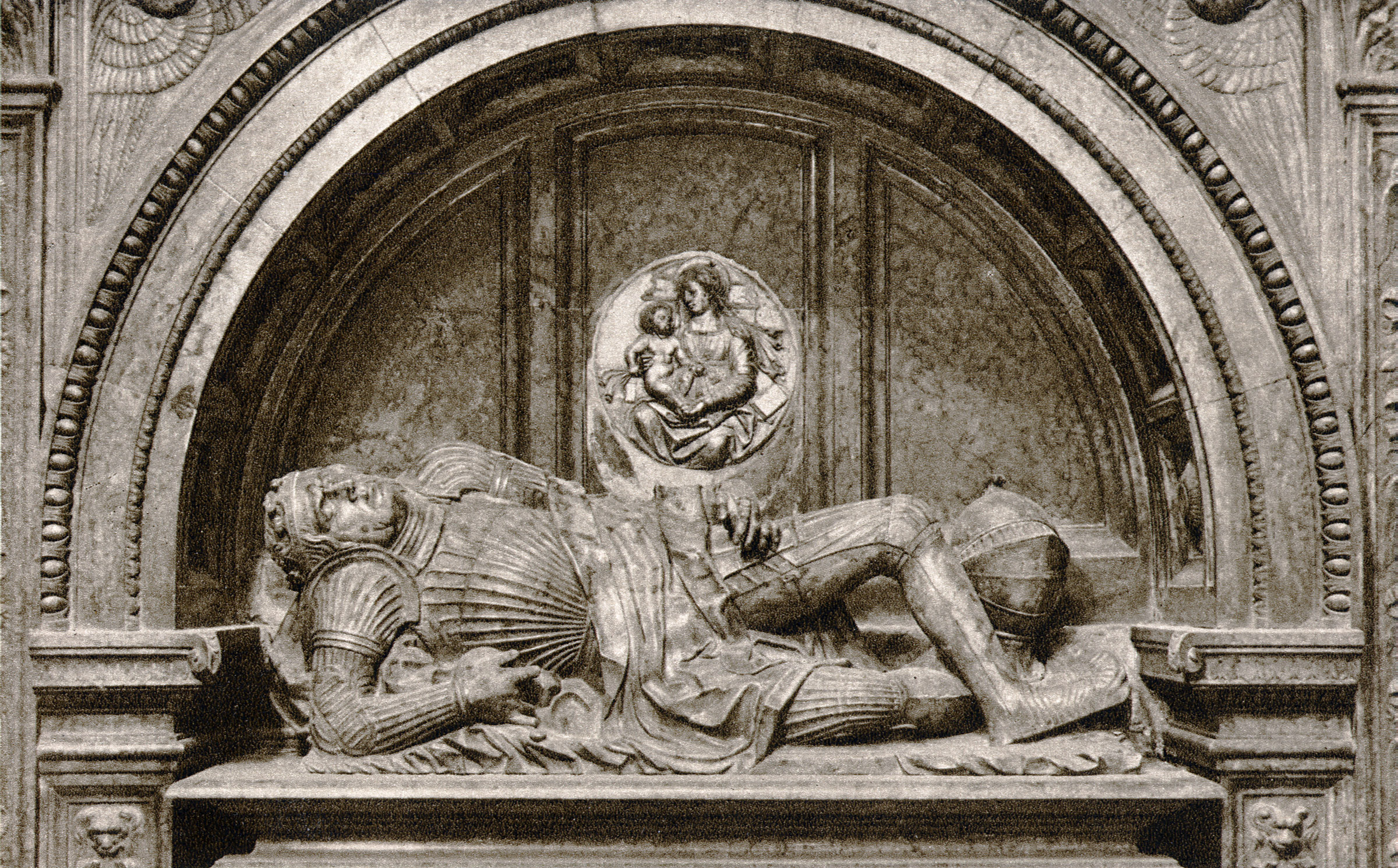
Надгробье Сигизмунда I, выполненное ещё при его жизни Бартоломео Береччи. Часовня Сигизмунда, Вавельский кафедральный собор

Злоупотребления аристократии вызвали неудовольствие шляхты, проявлявшееся на многих сеймах и особенно сильно вспыхнувшее во время так называемой куриной войны(пол. wojna kokosza; 1537): шляхта вследствие объявленного королём посполитого рушенья (всеобщее ополчение) против неприятеля (которого в пределах государства вовсе и не было) собралась в количестве 150 тыс. чел. под Львовом и подала королю грамоту с изложением своих обид и просьб. К разгоравшейся реформации Сигизмунд, уступая духовенству, относился строго.
Умер в 1548 году в Кракове. Похоронен в кафедральном соборе на Вавеле.

## Оценки
Был выдающимся меценатом, способствовавшим раннему проникновению искусства Ренессанса в Польшу. В его правление был перестроен королевский замок в Кракове. Имел большую библиотеку, приглашал к своему двору известных скульпторов, архитекторов, живописцев. Его подпись стоит на двух охранных грамотах для восточнославянского первопечатника Франциска Скорины.

## Галерея

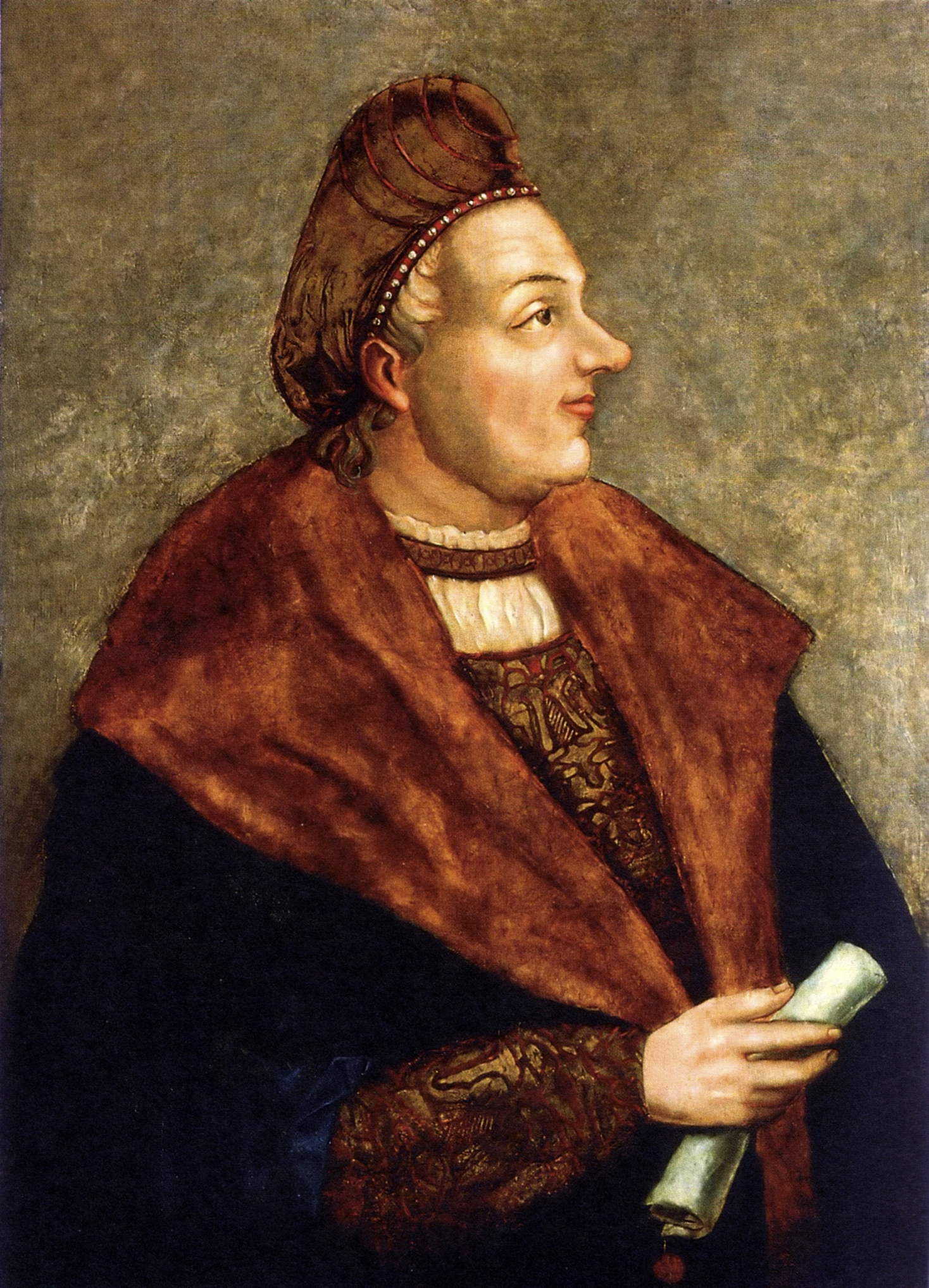
Ханс Дюрер. Портрет Сигизмунда I, 1530 г.
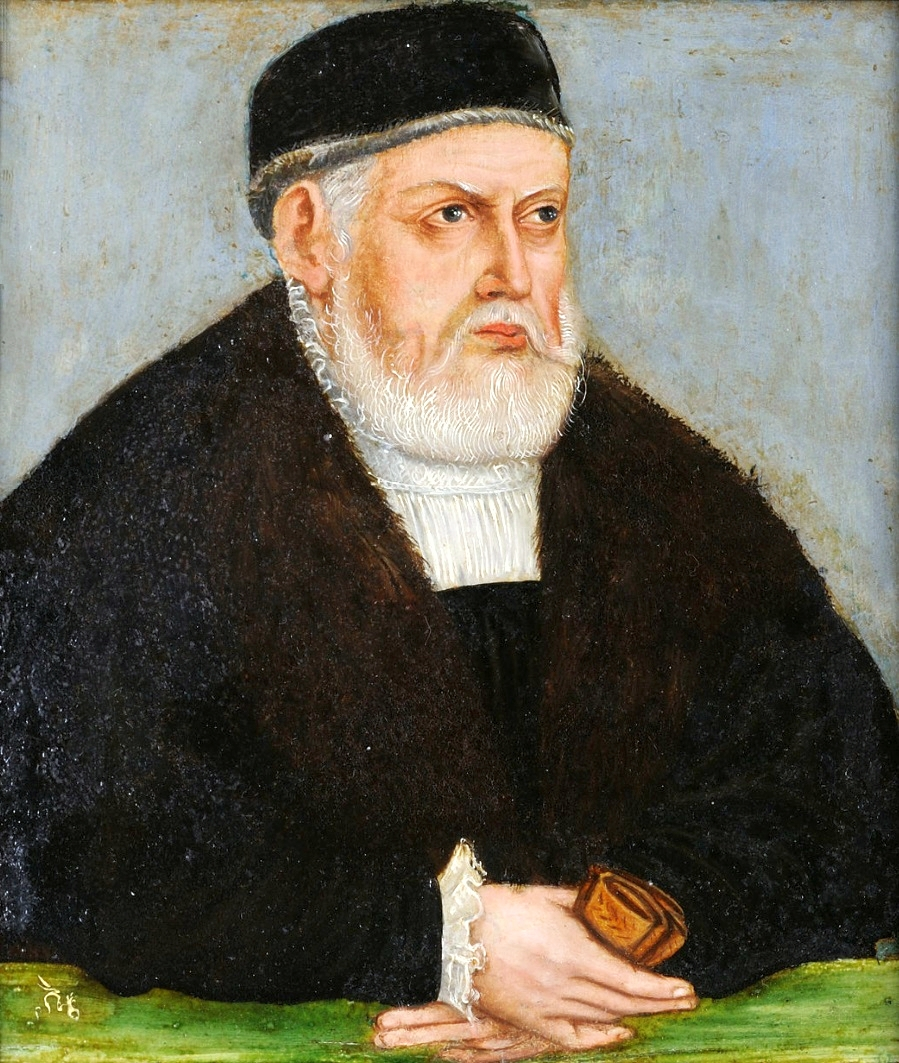
Лукас Кранах Младший. Портрет Сигизмунда I, 1553 г.
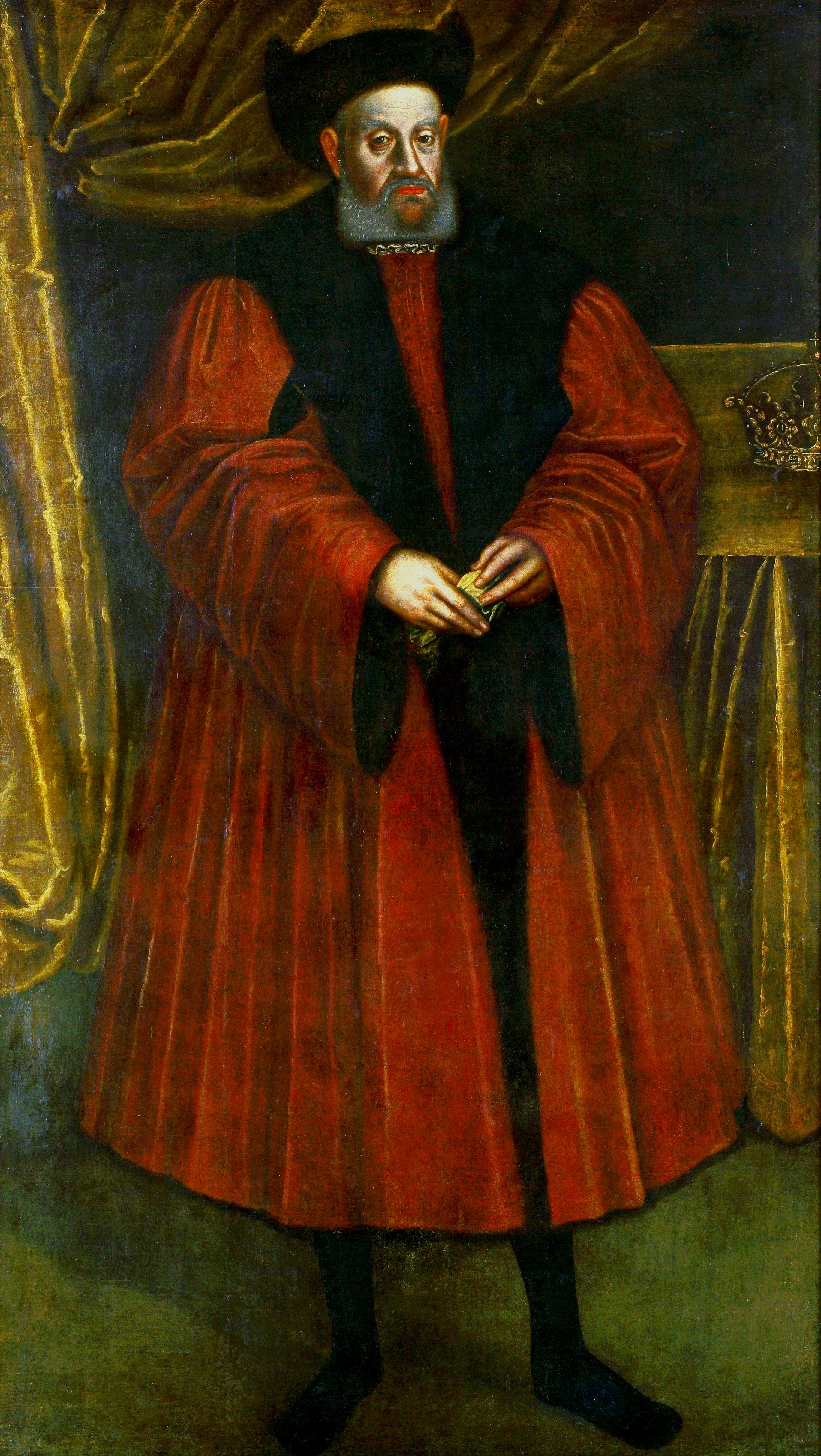
Андреас Юнгхольц. Портрет Сигизмунда I, 1546 г.
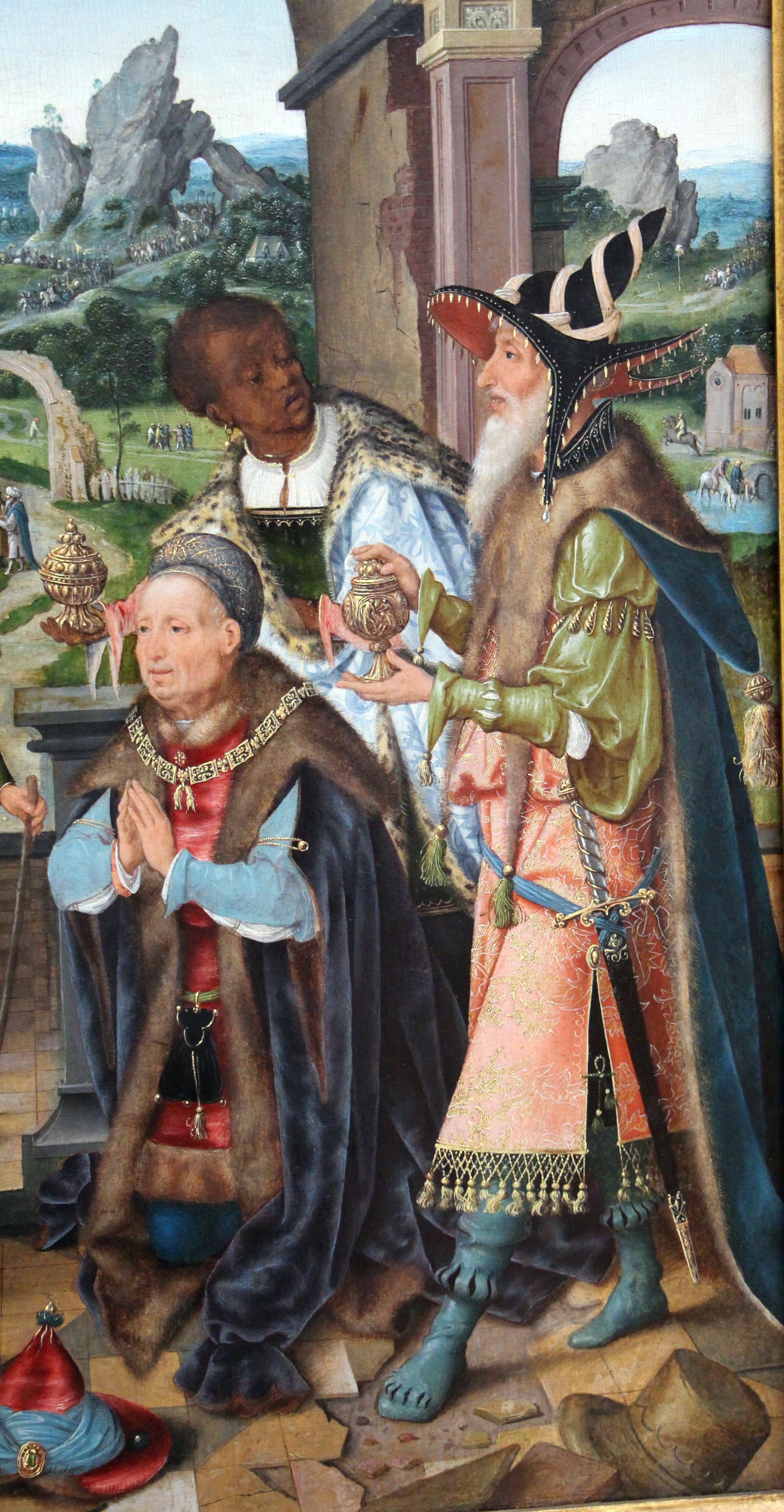
Йос ван Клеве. Изображён как один из волхвов, 1520 г.
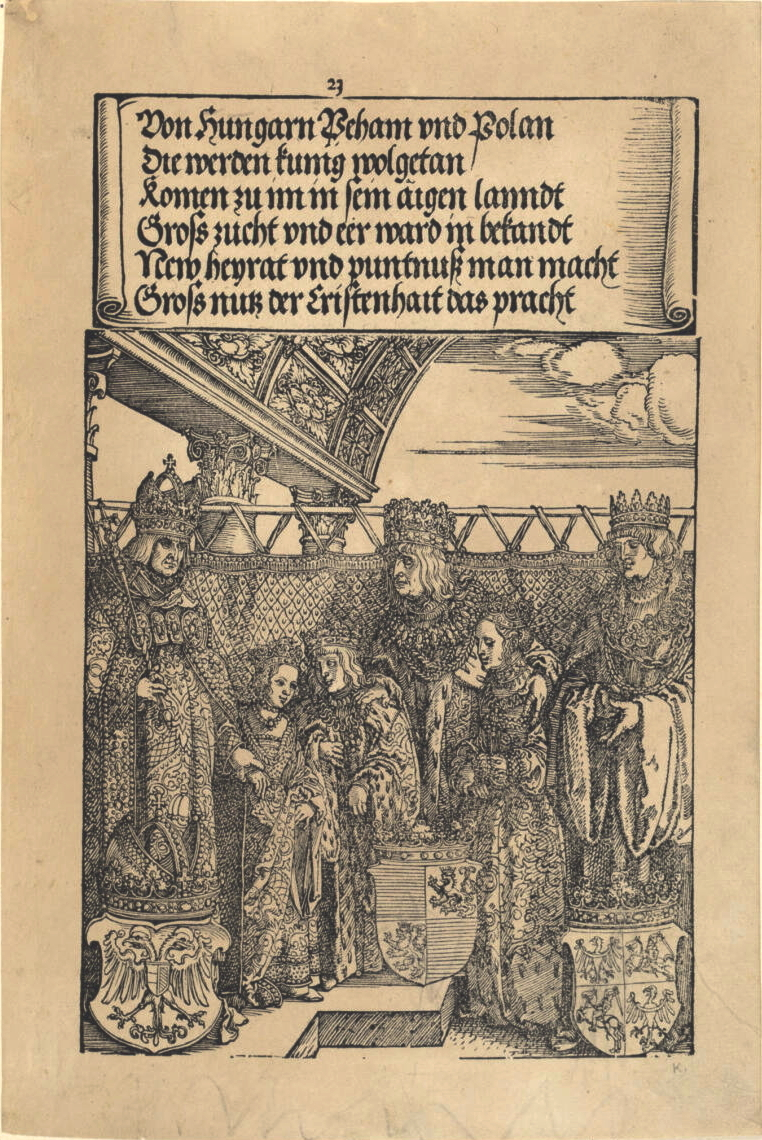
Альбрехт Дюрер. Сигизмунд (справа) с императором Максимилианом I и братом Владиславом II в Вене, 1515 г.
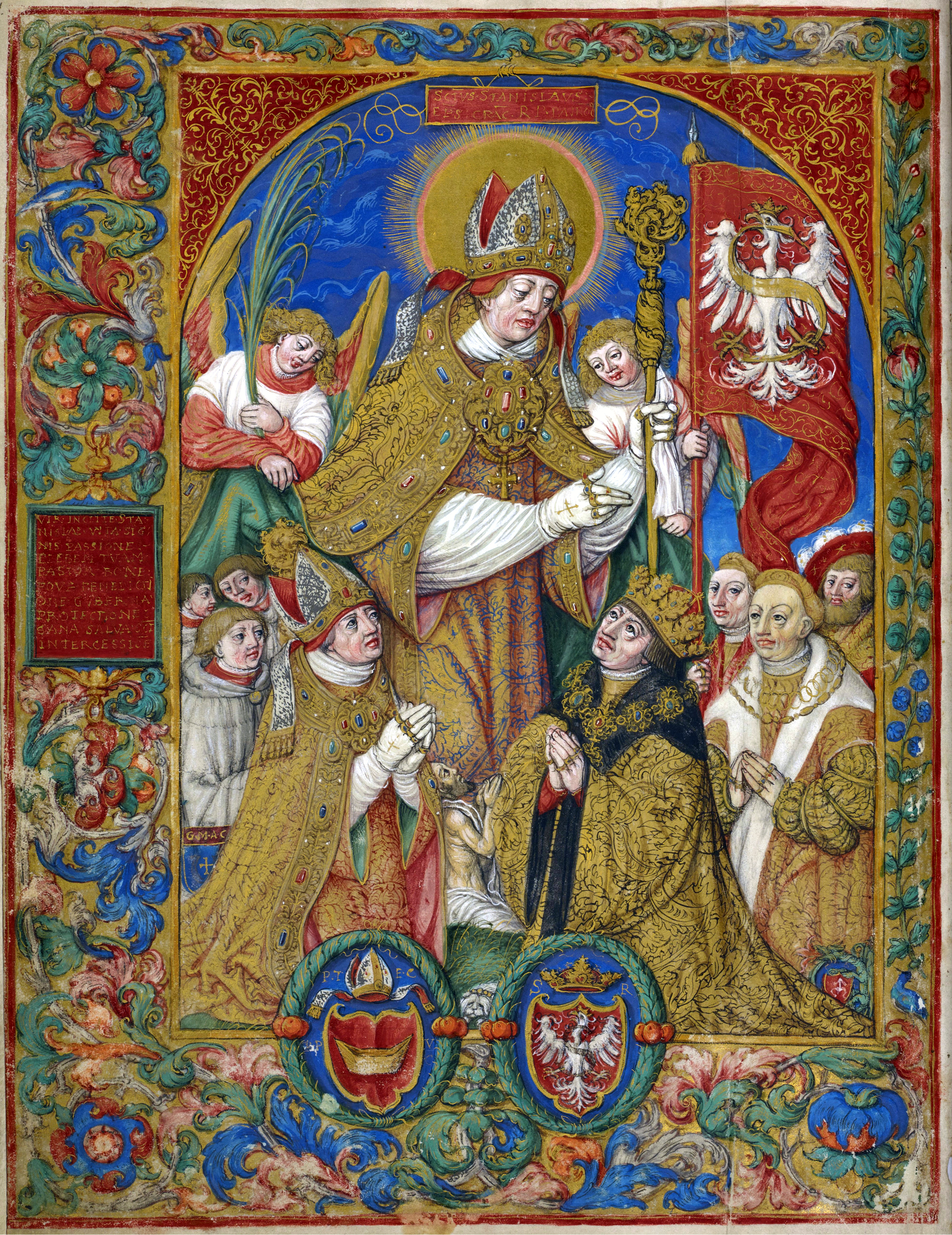
Станислав Самостжельник. Сигизмунд I и епископ Пётр Томицкий преклоняются перед Святым Станиславом, между 1530 и 1535 годами.
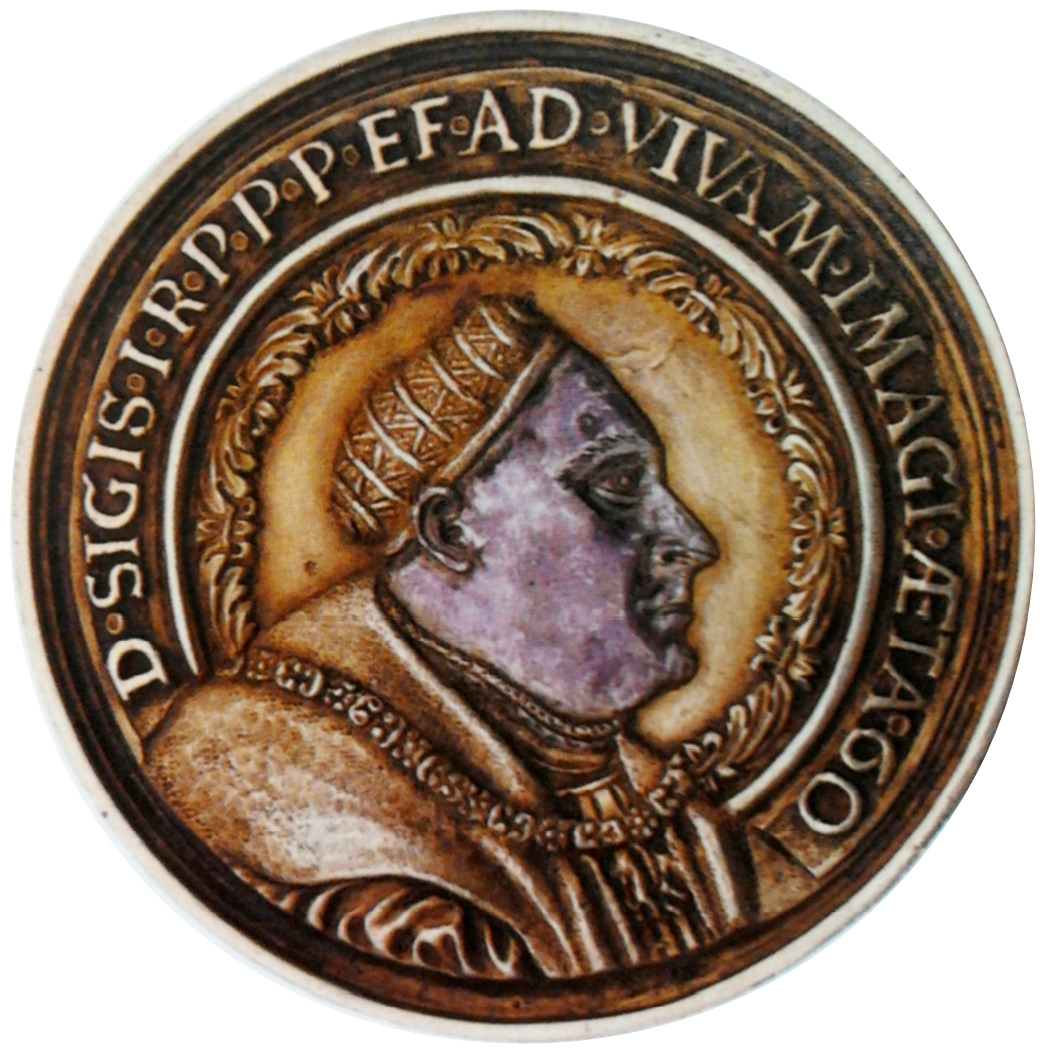
Медаль Сигизмунда I, 1527 г.
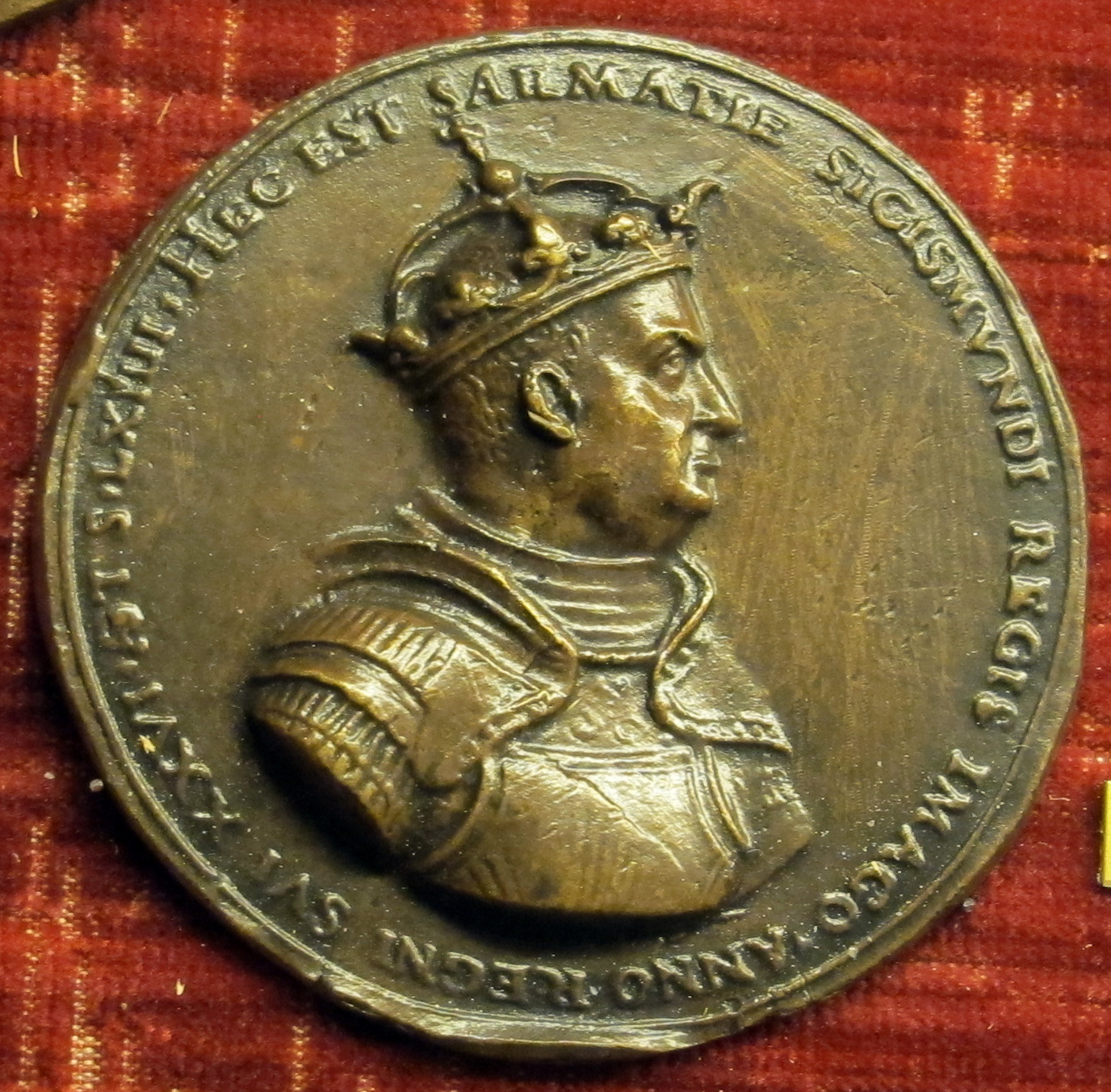
Джаммария Моска. Медаль с изображением Сигизмунда I, XVI век.
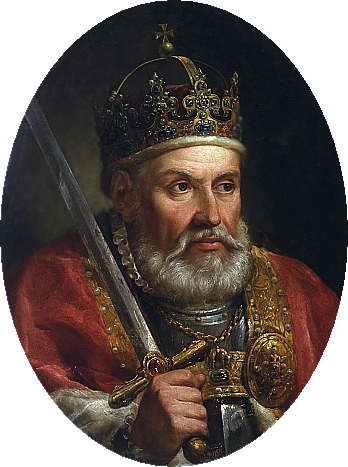
Марчелло Баччарелли. Сигизмунд I, между 1768 и 1771 годами.
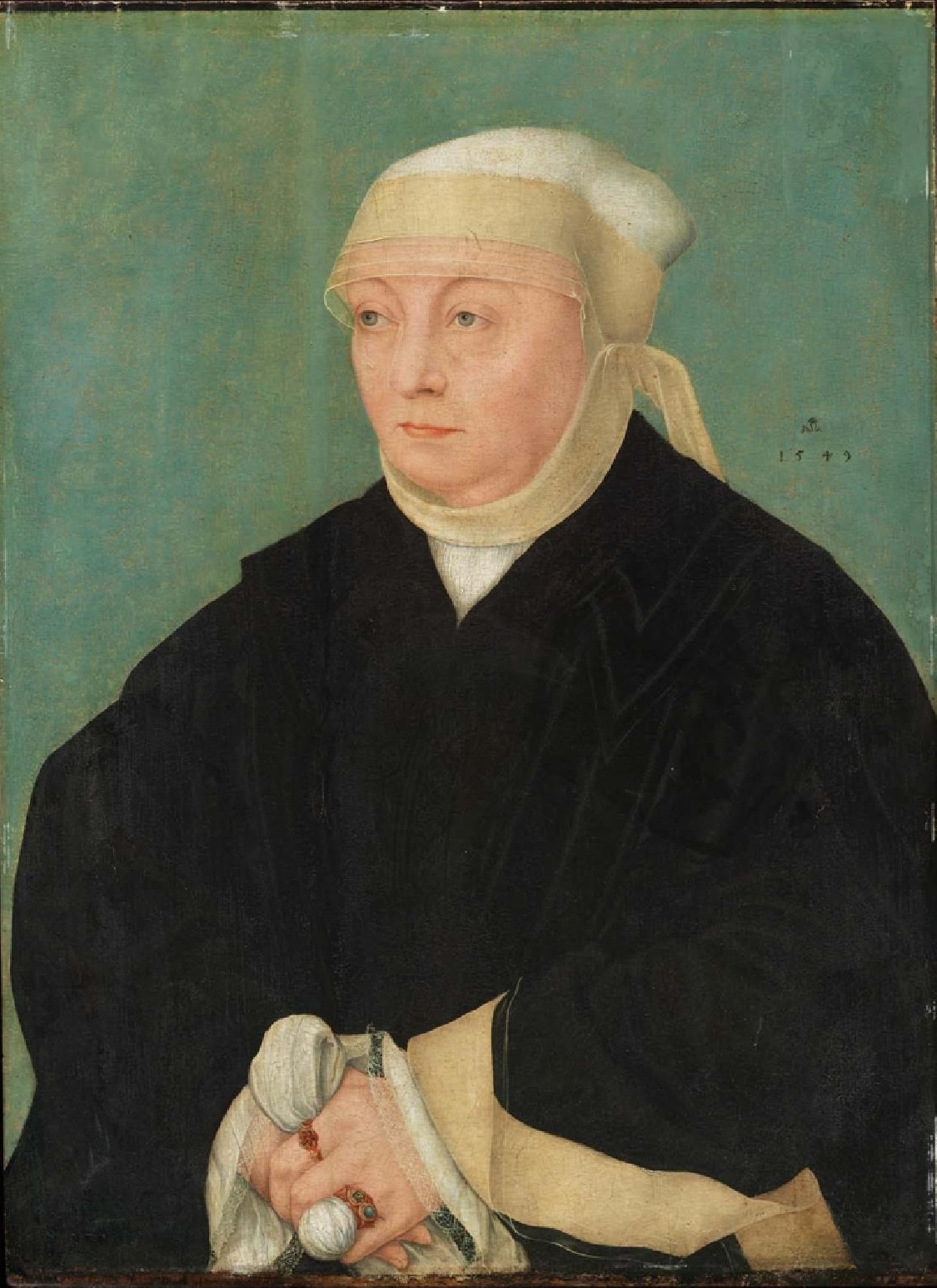
Лукас Кранах Младший. Бона Сфорца, супруга Сигизмунда I, 1549 г.
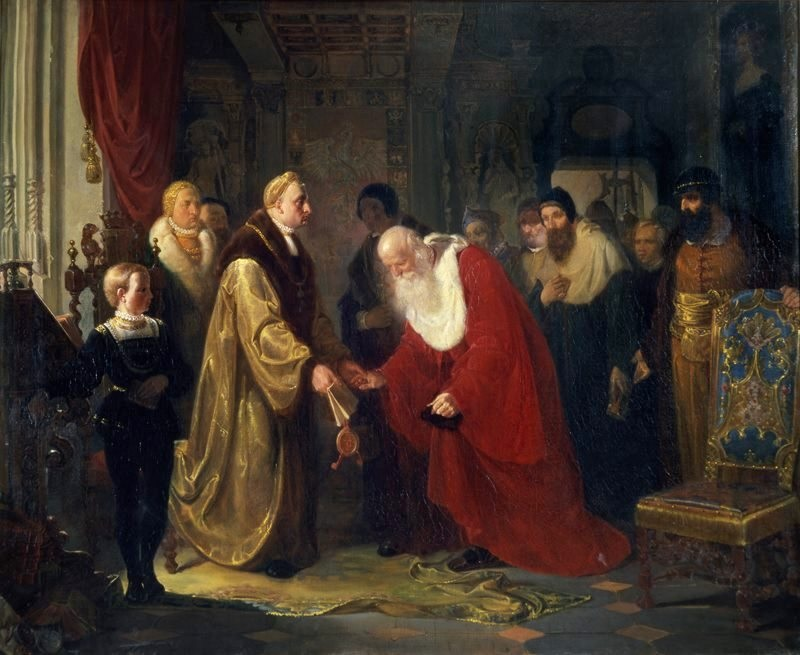
Ян Матейко. Сигизмунд I жалует шляхетство профессорам Ягеллонского университета, 1858.
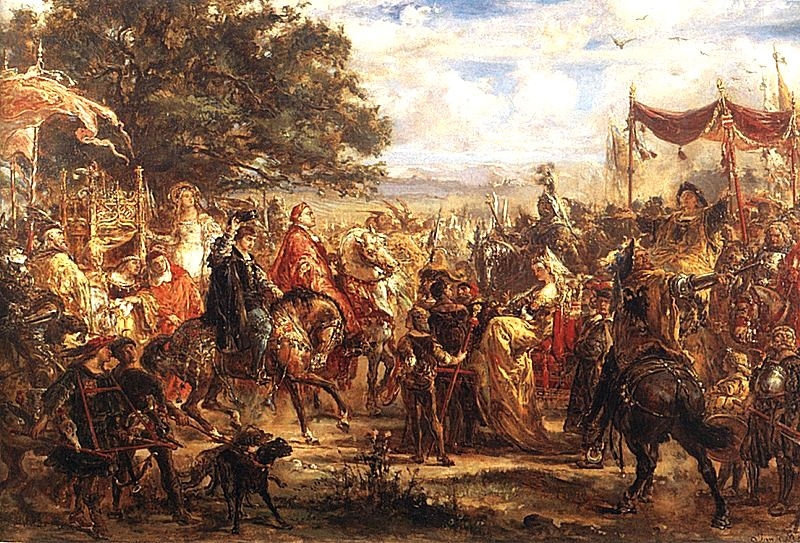
Ян Матейко. Встреча королей-Ягеллонов с императором Максимилианом под Веной